# Destiny Turns on the Radio
Destiny Turns on the Radio (Brasil: Johnny Destino ) é um filme estadunidense de ação e comédia, lançado em 1995.
O filme conta a história de Julian Goddard (Dylan McDermott), um ex-presidiário que, ao sair da prisão, pega carona com o misterioso Johnny Destino (Quentin Tarantino) rumo à Las Vegas, para tentar reconquistar a sua namorada, Lucille (Nancy Travis).

## Elenco
- Dylan McDermott - Julian Goddard
- Nancy Travis - Lucille
- James LeGros - Harry Thoreau
- Quentin Tarantino - Johnny Destino
- James Belushi - Tuerto
- David Cross - Ralph Dellaposa